# 韓思彥
韓思彥（？—675年），字英遠，鄧州南陽人，唐朝政治人物。與賀遂亮同官御史，唐高宗時，待詔弘文館。上元年间在賀州去世。

## 生平

### 学习入仕
韩思彦在太学学习，师事博士谷那律。谷那律受歹人侮辱，韩思彦要杀死歹人，谷那律不允许。万年令李乾祐认为韩思彦的才能出众，应考下笔成章、志烈秋霜科，考中。授任监察御史，极言陈述当世得失。唐高宗夜里召见他，加授二阶，待诏弘文馆，朝堂内供奉。

### 巡察西南
韩思彦巡察剑南，益州有两个富家兄弟互相诉讼，长年不能判决，韩思彦吩咐厨官备办乳汁让二人饮用。二人醒悟，咬破自己的臂膀相对而哭着说道：“我们真是夷獠，不懂孝义，韩公是用兄弟共饮一母之乳而生之义训诫我们啊！”于是请求取消诉讼。
韩思彦到达西洱河，劝诱叛蛮归降。当时蜀地饥荒，开仓赈济百姓，然后奏报，唐高宗降诏书表扬。

### 韓思彥仿真兇案
唐高宗上元年間，監察御史韓思彥出使按察并州。當時州中有件殺人案，不知凶手是誰。後來捕獲一名嫌疑犯，為一位喝醉酒的胡人，因持有一把帶有血跡的刀而被抓獲。經拷問過後，胡人自首殺了人。韓思彥懷疑胡人不是真兇，而是代為頂罪，於是他召集數百兒童，每日早晨匯集州衙中，傍晚放出，連續三日。然後問兒童們，是否有人向他們打聽案子的情況，兒童們都說有人向他們打聽。韓思彥按他們描述的那個向他們打聽的人特徵，在城內訪查尋找，終於將其捕獲。審問之下，那人供認了殺人之事，被依法律處以死刑。

### 贬谪与晋升
後来白天看见太白星，他勸谏高宗修德以回应天譴。唐高宗责备中書令李義府：“八品官能直言朝政得失，李卿冒得富貴，主管什么事？”李義府謝罪。
司农武惟良擅自动用并州赋税二百万缗，韩思彦弹劾处以死刑，武则天为武惟良求情而免。李义府和朝中武氏众官一起诋毁韩思彦，赶他出朝任山阳县丞。起初，尉迟敬德的子孙陷入杀头之罪，韩思彦查明其中冤情，这时他们赠送黄金良马，韩思彦拒不接受。到任一个月，辞官而去，游历江、淮一带。很久以后，授任建州司户参军。唐高宗召见他问道：“很久不见卿了，现在做什么官了呢？”韩思彦流泪叙说缘由。唐高宗对宰相说：“这也太委屈他了。”又召入朝任御史。
不久出任江都主簿，又转任苏州录事参军。罢官，客居汴州。有个叫张僧彻的人，在墓地建茅屋守孝三十年，下诏在门前树杆旌表，请韩思彦做颂文，赠缣二百匹，他推辞不接受。时逢荒年，家中极为贫困，张僧彻一定要给，才接受一匹，传命家人说：“这是孝子缣，不可轻易使用。”

### 去世
上元年间，再次被唐高宗召见。韩思彦离朝年久，礼仪生疏举止粗野，叩拜时忘记行蹈舞礼，又指责外戚专权，武则天讨厌他。中书令李敬玄劾奏韩思彦叩拜天子不行蹈舞礼，是负气不满，不可任用。当时已拜授乾封县丞，所以改授硃鸢县丞。迁任贺州（古稱臨賀、今廣西賀州市）司马，而后在賀州去世。其子韩琬，字茂贞。

## 軼事
韩思彦在蜀地，让什邡县令鄧恽上坐，说：“鄧公将要貴显，願把子孫托付给鄧公。”他被罢黜的时候，鄧恽已经担任文昌左丞。。
卢怀慎小时候表现出很聪明，韩思彦叹道：“此儿器不可量！”
王福畤的儿子王勔、王勮、王勃有才名，杜易简称之为“三珠树”，其后王助、王劼、王劝也有文名。王福畤去见韩思彦，韩思彦对他说：“武子有马癖，君有誉儿癖，王家癖为何这么多？”王福畤让使王助拿出自己的文章，韩思彦说：“生子如此，可以夸誉了。”

## 代表的诗作
《酬賀遂亮》韓思彥：古人一言重，嘗謂百年輕。今投歡會面，顧盼盡平生。簪裾非所託，琴酒冀相併。累日同游處，通宵欵素誠。霜飄知柳脆，雪冒覺松貞。願言何所道，幸得歲寒名。
此詩作為友人賀遂亮贈與《贈韓思彥》之回贈詩，生在唐代詩歌盛行年代中的兩人，韓、賀都只有一首作品流傳下來，但它們卻記載了古人珍惜友情的一段佳話，令後人對於他們的友情稱羨。個人對待友情的態度，乃是他做人處事態度的一部分。從一個人交友的情況，就不難看出他的為人態度。賀遂亮是欽慕韓思彥之“風韻”而贈詩，所謂“風韻”，大致是指一個人的風尚、節操、氣度等等，則韓思彥絕對是一個正直、端莊而又胸懷超然、高曠飄逸的人物。這樣的人對於交友之事，應當會有不同於世俗的見解，進而促進了這首兩首對詩的流傳。兩首詩皆為五言律詩分別押ㄚ韻以及ㄥ韻，在句法上大致相似。
《酬賀遂亮》中提到交友不在於廣，而是在於專，顯示韓思彥對於自己非常珍惜與賀遂亮的這份友情，而在三、四句部分也寫道這段珍貴的友情得來不易和能認識賀遂亮的機會使韓思彥作者本身非常開心。此詩大致能分為三面探討友情的價值，前四句敘說交友應該的方式，中間強調朋友之間的相處需深入而不是泛泛之交，最後的部分則是說明友情在時間的淬鍊下才顯得格外珍貴，使用植物作為比喻，友情在經歷時間的考驗後更能看出兩人品行之高度和相仿程度
《贈韓思彥》賀遂亮：意氣百年內，平生一寸心。欲交天下士，未面已虛襟。君子重名義，直道冠衣簪。風雲行可托，懷抱自然深。落霞靜霜景，墜葉下風林。若上南登岸，希訪北山岑。